# حاسين بزرغ
حاسين بزرغ هي قرية في مقاطعة ماكو، إيران. يقدر عدد سكانها بـ 180 نسمة بحسب إحصاء 2016.